# Władysław Żuk
Władysław Żuk (ur. 7 października 1919 w Warszawie, zm. 12 sierpnia 2016 w Zawierciu) – polski więzień obozów koncentracyjnych Auschwitz-Birkenau i Mauthausen-Gusen, honorowy obywatel Zawiercia.

## Życiorys

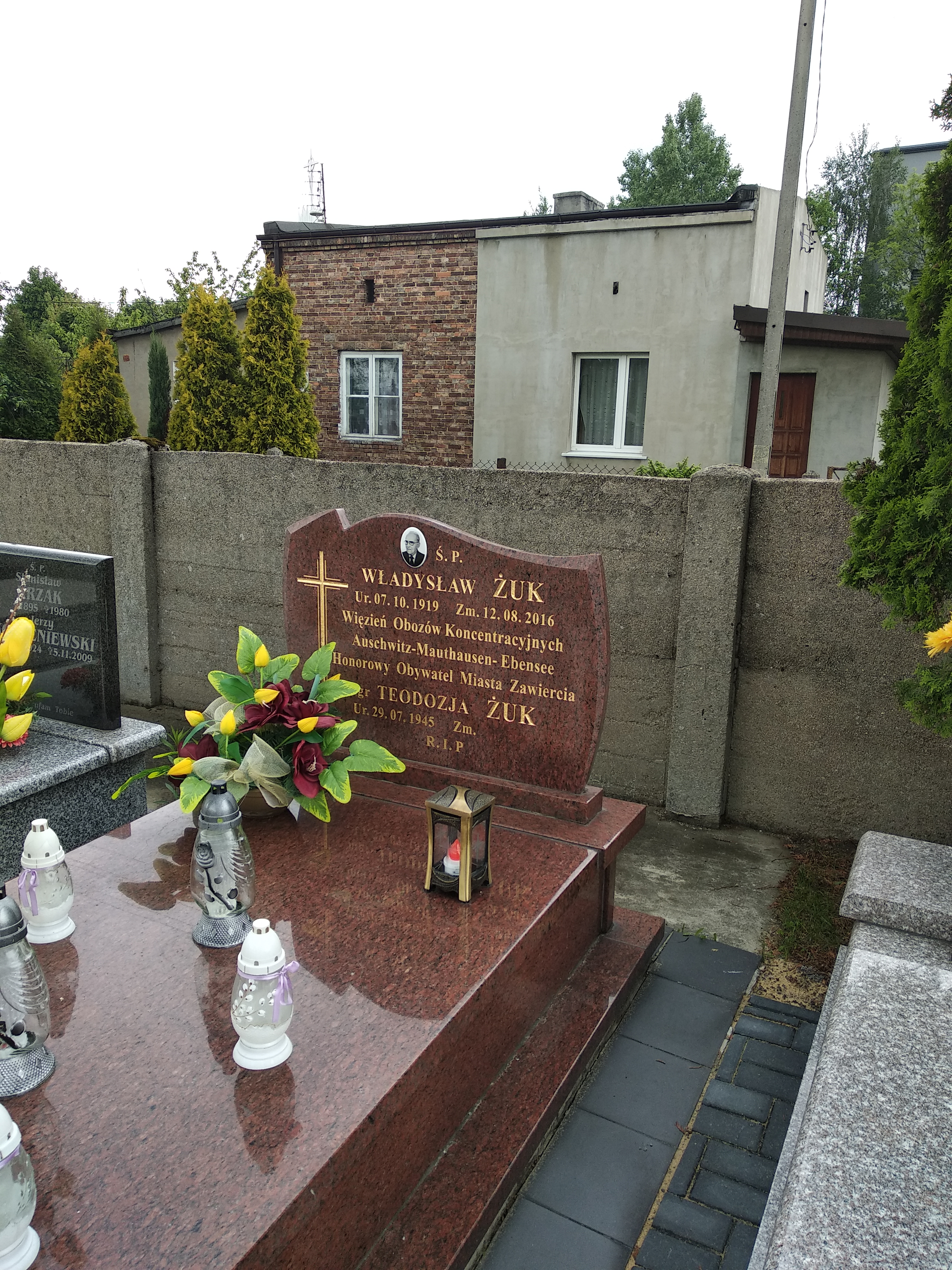
Nagrobek Władysława Żuka

Ukończył szkołę powszechną. 16 kwietnia 1940 roku trafił na Pawiak. W 1943 roku został zesłany do Auschwitz, a rok później – do podobozu Mauthausen-Gusen w Ebensee. Po zakończeniu wojny pozostał w Austrii, pracując w firmie budowlanej, a następnie w rafinerii, betoniarni i w zakładach metalowych w Altmünster. Działał na rzecz zachowania pamięci o wydarzeniach wojennych, współpracował z Ambasadą Rzeczypospolitej Polskiej w Wiedniu. Otrzymał Złoty Medal Zasłużonego dla Kultury i Historii Ebensee. W 2009 roku zamieszkał w Zawierciu. W 2011 roku otrzymał honorowe obywatelstwo tegoż miasta. Zmarł w 2016 roku.